# Лижні перегони на зимових Олімпійських іграх 2014 — командний спринт (жінки)
Змагання з лижних гонок в командному спринті класичним стилем серед жінок на зимових Олімпійських іграх 2014 відбулись 19 лютого. Місцем проведення змагань став лижно-біатлонний комплекс «Лаура». Півфінальні забіги почалися о 13:15 за місцевим часом (UTC+4), а фінал стартував о 15:45. У жіночому командному спринті взяли участь 34 спортсменки з 17 країн. Перемогу у змаганнях здобули лижниці з Норвегії, друге місце дісталося спортсменкам Фінляндії, а бронзові медалі завоювали шведські лижниці.

## Медалісти
| Золото                                      | Срібло                                            | Бронза                                       |
| Норвегія · Інгвільд Естберг · Маріт Бйорген | Фінляндія · Айно-Кайса Саарінен · Кертту Нісканен | Швеція · Іда Інгемарсдоттер · Стина Нільссон |

## Змагання

### Півфінал
| Місце | Номер | Спортсмен                         | Країна    | Час      | Примітки |
| ----- | ----- | --------------------------------- | --------- | -------- | -------- |
| 1     | 1     | Інгвільд Естберг Маріт Бйорген    | Норвегія  | 16:43,45 | Q        |
| 2     | 3     | Іда Інгемарсдоттер Стіна Нільссон | Швеція    | 16:48,76 | Q        |
| 3     | 2     | Софі Колдуелл Кіккан Рендалл      | США       | 16:51,36 | LL       |
| 4     | 7     | Беттіна Грубер Серайна Бонер      | Швейцарія | 17:02.14 | LL       |
| 5     | 6     | Пер'янн Джонс Дар'я Гаязова       | Канада    | 17:09,13 |          |
| 6     | 5     | Орор Жан Селья Амона              | Франція   | 17:10,07 |          |
| 7     | 4     | Іларія Дебертоліс Гайя Вюріх      | Італія    | 17:35,98 |          |
| 8     | 8     | Мань Даньдань Лі Хунсюе           | Китай     | 17:40,90 |          |
| 9     | 9     | Олена Коломіна Анастасія Слонова  | Казахстан | 17:49,66 |          |

| Місце | Номер | Спортсмен                           | Країна     | Час      | Примітки |
| ----- | ----- | ----------------------------------- | ---------- | -------- | -------- |
| 1     | 11    | Айно-Кайса Саарінен Кертту Нісканен | Фінляндія  | 16:42,15 | Q        |
| 2     | 13    | Сільвія Яськовець Юстина Ковальчик  | Польща     | 16:49,43 | Q        |
| 3     | 14    | Анастасія Доценко Юлія Іванова      | Росія      | 16:49,61 | LL       |
| 4     | 12    | Штефані Белер Деніз Геррман         | Німеччина  | 16:58,98 | LL       |
| 5     | 15    | Катержіна Смутна Тереза Штадлобер   | Австрія    | 16:59,50 | LL       |
| 6     | 10    | Аленка Чебашек Катя Вішнар          | Словенія   | 17:00,32 | LL       |
| 7     | 16    | Алена Прохазкова Даніела Кощова     | Словаччина | 18:51,94 |          |
| —     | 17    | Марина Лісогор Катерина Сердюк      | Україна    | —        | DNS      |

### Фінал
| Місце | Номер | Спортсмен                           | Країна    | Час      | Відставання |
| ----- | ----- | ----------------------------------- | --------- | -------- | ----------- |
| 1     | 1     | Інгвільд Естберг Маріт Бйорген      | Норвегія  | 16:04,05 | +0,00       |
| 2     | 11    | Айно-Кайса Саарінен Кертту Нісканен | Фінляндія | 16:13,14 | +9,09       |
| 3     | 3     | Іда Інгемарсдоттер Стіна Нільссон   | Швеція    | 16:23,82 | +19,77      |
| 4     | 12    | Штефані Белер Денізе Геррманн       | Німеччина | 16:24,97 | +20,94      |
| 5     | 13    | Сільвія Яськовець Юстина Ковальчик  | Польща    | 16:35,54 | +31,49      |
| 6     | 14    | Анастасія Доценко Юлія Іванова      | Росія     | 16:44,91 | +40,86      |
| 7     | 7     | Беттіна Грубер Серайна Бонер        | Швейцарія | 16:45,47 | +41,42      |
| 8     | 2     | Софі Колдвелл Кіккан Рендалл        | США       | 16:48,08 | +44,03      |
| 9     | 15    | Катержіна Смутна Тереза Штадлобер   | Австрія   | 16:49,16 | +45,11      |
| 10    | 10    | Аленка Чебашек Катя Вішнар          | Словенія  | 16:57,98 | +53,93      |